# Estação Evangelista de Souza
A Estação Evangelista de Souza é uma estação ferroviária construída e inaugurada pela Estrada de Ferro Sorocabana em 01 de abril de 1935, pertencente ao ramal Mairinque-Santos. Está localizada no distrito de Marsilac, no extremo sul da cidade de São Paulo e tem o nome em homenagem ao Barão de Mauá, Irineu Evangelista de Sousa.

## Histórico
A estação de Evangelista de Souza, homenagem ao Barão de Mauá, foi construída e entregue em 1 de abril de 1935 pela Estrada de Ferro Sorocabana, como parte do ramal Mairinque-Santos, que estava sendo construído com a intenção de ligar o interior ao litoral paulista, cruzando a Serra do Mar. Inicialmente a estação foi construída como um edifício em madeira, já que a versão definitiva em alvenaria ficou pronta somente no ano seguinte. Durante o projeto, seu nome era Ribeirão das Dúvidas, ou somente Dúvida. Além da estação, foi construída uma pequena vila de casas para abrigar os ferroviários.
Em 1957, a estação passou a ser o ponto de entroncamento do Ramal de Jurubatuba, aberto pela Estrada de Ferro Sorocabana, para ligar diretamente a Estação Júlio Prestes, no centro da cidade de São Paulo à Mairinque-Santos.

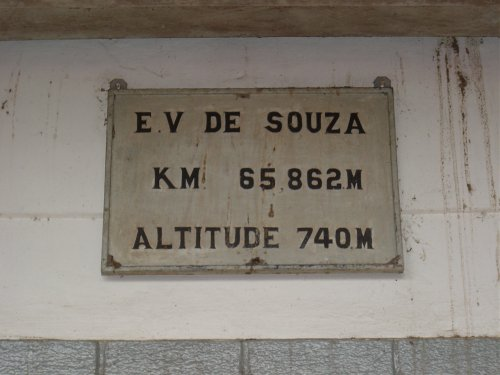
Placa informando dados técnicos da Estação Evangelista de Souza

Os trens de passageiros vindo de Mairinque foram suprimidos por volta de 1973, onde foi mantido apenas um trem para os funcionários da Fepasa. A partir de então, a estação passou a ser mais parte do Ramal de Jurubatuba, recebendo os trens de subúrbio até cerca de 1980. Ainda na década de 1980, foi instituído novamente pela Fepasa o transporte de passageiros no ramal Mairinque-Santos, mas fazendo apenas o trecho entre Embu-Guaçu e Santos. Em outubro de 1997, houve a suspensão da linha de passageiros Embu-Guaçu-Santos e a estação deixou de atender passageiros.
A partir de 1999 a ferrovia foi concedida como parte da Malha Paulista, onde até o início da década de 2010 funcionavam na estação os escritórios de supervisão do pátio, a tecnologia operacional e o escritório de via permanente da América Latina Logística. A partir de então, a estação e a vila ferroviária foram abandonadas e depredadas.
A estação se encontra em meio a Área de Proteção Ambiental Municipal do Capivari-Monos da Prefeitura do Município de São Paulo, tendo um acesso muito difícil por automóvel partindo de Engenheiro Marsilac, pois fica localizada no extremo sul da cidade, nas divisas com Itanhaém e São Vicente. A região pertenceu ao município de São Vicente até 1944, quando foi transferido para o distrito de Parelheiros, passando a pertencer à capital paulista.

## Ferroanel
O projeto do Contorno Ferroviário da Região Metropolitana de São Paulo considera a Estação Evangelista de Souza como ponto inicial do trecho do Ferroanel Sul. O traçado ligará Ouro Fino Paulista, em Ribeirão Pires, à Estação Evangelista de Souza, em Parelheiros, permitindo que os trens de carga atravessem a Região Metropolitana de São Paulo sem interferir no transporte de passageiros da Companhia Paulista de Trens Metropolitanos.

## Ligações Externas
- «Página oficial da Companhia Paulista de Trens Metropolitanos CPTM»
- «E.F. Brasil - Ferrovia Paulista S.A. - FEPASA». (Não Oficial)